# 紅蠍星
《紅蠍星》（英語：Red Scorpion）是一部1988年美國動作片，由約瑟夫·齊托執導，杜夫·朗格主演。劇情講述蘇聯特種部隊特務被派去暗殺非洲的反共叛軍領導人，但最終選擇站在對方一邊，反過來對付自己殘暴的長官。電影由遊說人士杰克·阿布拉莫夫製作並在種族隔離時代的南非的支持下在西南非洲拍攝，頗受爭議。《紅蠍星》1989年4月21日在美國上映，1994年推出續集《紅蠍星2》。

## 劇情
來自烏克蘭的蘇聯特種部隊尼克萊·瑞金柯中尉是堅守命令的「殺人機器」而備受重用，他被長官伏特克將軍派去一個虛構的非洲國家，蘇聯、捷克斯洛伐克和古巴軍隊正在該國幫助政府打擊反共份子的反叛運動；尼克萊的任務是暗殺叛軍領袖昂可·桑達塔。尼克萊為了接近目標而滲透到當地的一座軍營，並在酒吧裡挑起事端，因違紀而被捕。
他與被捕的抵抗軍指揮官兼桑達塔的副手卡倫達·金塔希關在同一間牢房，牢房中還包括卡倫達的美國戰地記者朋友杜威·佛格生，杜威極度反感尼克萊。尼克萊幫助一行人逃跑以取得卡倫達的信任；在經歷數天的荒野漫步及古巴軍隊的襲擊後，三人抵達桑達塔的叛軍營地，但尼克萊被桑達塔關了起來。夜裡，他試圖暗殺桑達塔，而對方早料到了他的行動。
桑達塔放走了尼克萊，讓任務失敗的後者被伏特克放棄、更被古巴的薩亞上校羞辱和折磨。尼克萊從拷問中逃脫、衝出審訊室跑到沙漠，但被蠍子螫傷而倒地不起。當地的布希人長者高發現了尼克萊並在療傷後接納了他，尼克萊很快了解了他們及其文化，最後獲得了象徵合格獵人的蠍子傷疤。尼克萊發現蘇聯軍正在襲擊叛軍而返回營地，此前桑達塔因蘇聯軍的襲擊而重傷；桑達塔死前接納了尼克萊，尼克萊提議卡倫達帶領族人背水一戰。
尼克萊與叛軍入侵蘇聯營地，並在薩亞的辦公室取得一把實驗階段的強大突擊步槍。尼克萊殺了薩亞後，開槍擊落了企圖搭Mi-24雌鹿直升機逃跑的伏特克。尼克萊譴責伏特克欺騙自己，並表示自己不再助紂為虐，最後開槍連同對方將直升機毀掉。伏特克死後不久，叛軍最終擊敗了蘇聯軍隊。

## 演員
- 杜夫·朗格飾演尼克萊·彼得羅維奇·瑞金柯中尉（Lieutenant Nikolai Petrovitch Rachenko）
- 艾爾·懷特（英语：Al White）飾演卡倫達·金塔希（Kallunda Kintash）
- T·P·麥肯納（英语：T. P. McKenna）飾演奧列格·伏特克將軍（General Oleg Vortek）
- 艾莫特·華許（英语：M. Emmet Walsh）飾演杜威·佛格生（Dewey Ferguson）
- 卡蒙·亞金札諾（英语：Carmen Argenziano）飾演艾爾南多·薩亞上校（Colonel Hernando Zayas）
- 布瑞恩·詹姆斯飾演米羅斯拉夫·克拉斯諾夫中士（Sergeant Miroslav Krasnov）
- 魯本·恩索迪（Ruben Nthodi）飾演昂可·桑達塔（Ango Sundata）
- 雷格普斯坦（Regopstaan）飾演高（Gao）

## 外部連結
- 互联网电影数据库（IMDb）上《紅蠍星》的资料（英文）
- 爛番茄上《紅蠍星》的資料（英文）